# 206 (število)

## V matematiki
- sestavljeno število, saj ima 4 delitelje (1, 2, 103 in 206).
- nezadostno število, saj je vsota njegovih deliteljev 312 in velja {\displaystyle \sigma (206)=312<2n=2\cdot 206=512}.
- nedotakljivo število, saj ne obstaja nobeno takšno celo število x, da bi bila vsota njegovih pravih deliteljev enaka 206.